# Rockpalast (album)
Rockpalast è il sesto album dal vivo del gruppo musicale britannico Porcupine Tree, pubblicato il 14 luglio 2006 dalla Transmission Recordings.

## Descrizione
Distribuito esclusivamente per il download digitale attraverso il sito del gruppo, il titolo prende il nome dall'omonimo programma televisivo per il quale i Porcupine Tree hanno tenuto un concerto speciale che è stato filmato e successivamente trasmesso parzialmente dalla WDR.

## Tracce
Testi e musiche di Steven Wilson, eccetto dove indicato.
1. Intro – 2:44
2. Open Car – 4:46
3. Blackest Eyes – 5:38
4. Lazarus – 4:18
5. Futile – 6:29 (musica: Steven Wilson, Gavin Harrison)
6. Mellotron Scratch – 7:24
7. Mother and Child Divided – 5:24 (musica: Steven Wilson, Gavin Harrison)
8. .3 – 6:22
9. So Called Friend – 5:13 (musica: Porcupine Tree)
10. Arriving Somewhere But Not Here – 12:46
11. The Sound of Muzak – 5:12
12. The Start of Something Beautiful – 7:27 (musica: Steven Wilson, Gavin Harrison)
13. Halo – 8:37 (Porcupine Tree)
14. Radioactive Toy – 7:49
15. Trains – 7:18

## Formazione
Gruppo
- Richard Barbieri – tastiera
- Colin Edwin – basso
- Gavin Harrison – batteria
- Steven Wilson – chitarra, voce

Altri musicisti
- John Wesley – chitarra, cori

Produzione
- Peter Sommer – produzione esecutiva
- Reiner Kühl – ingegneria del suono
- Steven Wilson – missaggio
- Lasse Hoile – copertina